# 제임스 시
제임스 시(James Sie, 1962년 12월 18일 ~ )는 미국의 배우, 성우, 희극인이다.

## 출연 작품
- 백투더 씨 (2012)
- 쿵푸 팬더: 기막힌 전설 (2010)
- 쿵푸 팬더: 다섯 용사의 비밀 (2008)
- 배트맨 - 브레이브 앤 더 볼드 (2008)
- 헬보이 - 폭풍의 검 (2006)
- 아이스 에이지 2 (2006)
- 넘버스 시즌1 (2005)
- 아바타: 아앙의 전설 (2005)
- 배트맨 VS 드라큐라 (2005)
- 저스티스 리그 (2001)
- 판타스틱 소녀 백서 (2000)
- 박쥐(영어판) (1999)
- 도망자 2 (1998)
- 킹 오브 더 힐 (1997)
- 체인 리액션 (1996)